# Величко, Валерий Фёдорович
Вале́рий Фёдорович Вели́чко (1925—1944) — старший сержант Рабоче-крестьянской Красной армии, участник Великой Отечественной войны, Герой Советского Союза (1945).

## Биография
Валерий Величко родился 2 августа 1925 года в селе Катон-Карагай (ныне — Катон-Карагайский район Восточно-Казахстанской области Казахстана) в крестьянской семье. Русский. Отец — Фёдор Иванович Величко (1912—1943), мать — Руфина Ивановна Величко.
Окончил семь классов школы.
В 1941 году семья Величко переехала в Новороссийский (ныне Хромтауский) район Актюбинской области. Спустя полгода отец, Фёдор Величко, ушёл на фронт. Валерий работал трактористом в совхозе «Кзылкаинский».

### Служба
В январе 1943 года 17-летний Величко был призван Новороссийским районным военным комиссариатом (посёлок Новороссийский Актюбинского округа) на службу в Рабоче-крестьянскую Красную армию. В феврале того же года он стал курсантом Рижского военного пехотного училища в Стерлитамаке (эвакуировано из Риги в июле 1941 года). Училище готовило младших командиров для Красной армии. Однако, не доучившись, в составе маршевой роты был отправлен на фронт.
В начале июля 1943 года Валерий получил письмо от матери, в котором она писала, что его отец умер от тяжелых ран 28 мая в Туле.
К ноябрю 1943 года — в 4 учебной бригаде 16 миномётного полка в Пензе. 20 ноября 1943 года — на Пензенском военно-пересыльном пункте.
С августа 1944 года — на фронтах Великой Отечественной войны. В боях был ранен.
После госпиталя был переведён в бронетанковые войска, попал в 117 танковую бригаду 1-го танкового корпуса 6-й гвардейской армии 1-го Прибалтийского фронта. Принимал участие в освобождении Белорусской ССР.
В июле 1944 года 1-го танковый корпус участвовал в Шяуляйской операции. Бои велись на территории Литовской и Латвийской ССР.
В начале июля 1944 года 1-й танковый корпус поступил в оперативное подчинение командующего 43-й армией генерал-лейтенанту А. П. Белобородову для нанесения удара вдоль шоссе на Даугавпилс, в тыл противнику, сдерживавшему наступление 6-й гвардейской армии (генерал армии И. Х. Баграмян). Совершая манёвр для совместного с 43-й армией удара на Даугавпилс, 1-й танковый корпус в районе местечка Видзы вступил в соприкосновение с отходившими немецкими частями, которые перешли к круговой обороне. В течение 8 и 9 июля танковые бригады, несмотря на категорические указания командующего фронта ускорить выход на даугавпилское направление, вели фронтальные бои с врагом до полной его ликвидации. Потеря времени привела к тому, что командование противника получило возможность выдвинуть в полосу наступления 43-й армии 58-ю пехотную дивизию, которая остановила продвижение её соединений к Даугавпилсу.
С утра 28 июля силы вермахта в составе 7-й танковой дивизии и бронегруппы «Вертхерн» нанесли контрудар в районе юго-западнее Шяуляя и вынудили соединения правого фланга и центра армии перейти к обороне. Для их усиления генерал армии И. Х. Баграмян выдвинул 1-й танковый корпус.
К сентябрю 1944 года старший сержант Валерий Величко был наводчиком орудия танка 326-го танкового батальона 117-й танковой бригады 1-го танкового корпуса 6-й гвардейской армии 1-го Прибалтийского фронта. 14 сентября началась Прибалтийская стратегическая наступательная операция Красной армии. В наступление пошли 1-й, 2-й и 3-й Прибалтийские фронты.

### Гибель
18 сентября 1944 года в районе высоты 91,7 у местечка Лиелсвилпын (Латвийская ССР) (возможно речь о Лиелспиньни, латыш. Liespinni, ныне Наудитская волость) южнее города Добеле проходили ожесточённые сражения. На узком участке фронта противник сосредоточил большие танковые и пехотные силы. Танк Т-34, в котором находился Величко, был поставлен ночью в засаду на возможном направлении нападения танковых подразделений врага. Утром 18 сентября танк Величко столкнулся с 7 танками и САУ «Фердинанд». В бою экипаж уничтожил 3 танка и самоходную установку, но и сам погиб в полном составе.
Похоронен в городе Добеле. Воинское братское кладбище находится в парке на углу улиц Бривибас и Стацияс.

## Награды
Указом Президиума Верховного Совета СССР от 24 марта 1945 года за «образцовое выполнение боевых заданий командования на фронте борьбы с немецкими захватчиками и проявленные при этом отвагу и геройство» старший сержант Валерий Величко посмертно был удостоен высокого звания Героя Советского Союза. Вместе с ним это звание получили все члены экипажа этого танка. Также был награждён орденом Ленина.

## Память
Навечно зачислен в списки личного состава воинской части 18850 (117 танковый полк) , располагавшейся в Корнево Калининградской области до 1997 года.
В Катон-Карагае в честь Величко названа улица. 
В городе Добеле в советское время имя Величко носилиа улица и школа №2 (Brīvības iela, 28B).